# 坪田義史
坪田 義史（つぼた よしふみ、1975年7月26日 - ）は、日本の映画監督、脚本家。
映画のみならず、TV番組・Vシネマ・音楽PV・CMの企画構成・演出も担当している。映像プロダクション、サンディ株式会社(Sundy inc.)所属。

## 来歴
神奈川県出身。多摩美術大学映像演劇学部在学中に制作した『でかいメガネ』がイメージフォーラム・フェスティバル2000で大賞を受賞。また第3回京都国際学生映画祭でも入選を果たす。
2009年には、『美代子阿佐ヶ谷気分』（英題：MIYOKO）で、劇場デビュー。第39回ロッテルダム国際映画祭コンペティション部門「VPROタイガー・アワード」選出。イタリア・第46回ペサロ映画祭 審査員特別賞受賞。韓国・Cinema Digital Seoul映画祭、Blue Chameleon Award（批評家連盟賞）、Movie Collage Award(観客賞)をダブル受賞。ポルトガル・2011 FANTASPORTO映画祭 特別賞、最優秀脚色賞をダブル受賞。主演女優の町田マリーが、第31回ヨコハマ映画祭最優秀新人賞受賞、第19回 日本映画プロフェッショナル大賞新人 奨励賞受賞。また、韓国・ソウルの映画館CGVにて「美代子阿佐ヶ谷気分」（英題「MIYOKO」）劇場公開する。
2012年 文化庁在外芸術家派遣によりNYで一年間活動。2016年2月、リリー・フランキー主演映画『シェル・コレクター』(監督・脚本)　テアトル新宿、桜坂劇場他、全国42カ所で公開。最新作は初の長編ドキュメンタリー「だってしょうがないじゃない」。2019年開催の釜山国際映画祭Wide Angle部門にてワールドプレミア上映後、2019年11月よりポレポレ東中野にてロードショー公開。全国順次公開中。

## フィルモグラフィー
- 「でかいメガネ」(2000年)
- 「美代子阿佐ヶ谷気分」(2009年)
- 「シェル・コレクター」(2016年)
- 「だってしょうがないじゃない」（2019年）

## 海外映画祭出品
- 『美代子阿佐ヶ谷気分』（英題：MIYOKO）
ロッテルダム国際映画祭タイガーアワードコンペション
ニューヨーク・ブルックリンBAM映画祭（2010年3月）
ドイツ・フランクフルト映画祭ニッポンコネクション（2010年4月）
台湾・台北金馬賞ファンタスティック映画祭（2010年4月）
イタリア・第46回ペサロ映画祭 コンペ部門招待出品ヤング審査員特別賞受賞（2010年6月）
Cinema Digital Soul （韓国）コンペ部門（2010年8月）
Two Riversides　映画祭（ポーランド）（2010年8月）
ウラジオストック国際映画祭（ロシア）コンペ部門（2010年9月）
ミドルイースト国際映画祭（アブダビ）（2010年10月）
シッチェス国際映画祭（スペイン）（2010年12月）
KINOTAYO FILM FESTIVAL（フランス）（2011年1月）
Trans-Cool Tokyo展（シンガポール）2011年1月）
2011 FANTASPORTO映画祭（ポルトガル）コンペ部門（2011年2月）

- 『シェル・コレクター』（英題：The Shell Collector）
第45回ロッテルダム国際映画祭Bright Future部門
ミュンヘン国際映画祭INTERNATIONAL INDEPENDENTS部門　
ニューヨーク・JAPAN CUTS 2016
第20回プチョン国際ファンタスティック映画祭ワールド・ファンタスティック・シネマ部門
- 『だってしょうがないじゃない』（英題：What Can You Do about it)

　　　  釜山国際映画祭 Wide Angle部門ワールドプレミア上映作品 (2019年10月)